# Cataulacus cestus
Cataulacus cestus é uma espécie de formiga do gênero Cataulacus, pertencente à subfamília Myrmicinae.